# Mestre Talismã
Talismã, nascido Octavio da Silva (Rio de Janeiro, 13 de agosto de 1924 – São Paulo, 24 de abril de 1990), foi um renomado carnavalesco, compositor, cantor, violonista e artista plástico brasileiro. Seu legado artístico floresceu em São Paulo, onde deixou uma marca como um inovador no cenário carnavalesco.

## Carreira artística
A jornada artística de Talismã começou quando recebeu o convite de Inocêncio Tobias, também conhecido como Mulata, o  fundador da emblemática escola de samba Camisa Verde e Branco, em São Paulo. Essa colaboração  resultou em uma parceria que revolucionou o Carnaval paulistano.
Talismã emprestou sua genialidade musical em composições, como "Biografia do Samba", "Sonho Colorido de um Pintor" e "Sou Verde e Branco" (que se tornou o Hino do Camisa Verde e Branco.) Além de suas contribuições musicais, esculturas dinâmicas inovadoras de papel machê nos carros alegóricos, redesenhando a estética dos desfiles carnavalescos. Ele também concebeu o logotipo da escola, o trevo de 4 folhas. Seu papel na Camisa Verde e Branco solidificou sua posição como um dos pilares da agremiação, contribuindo significativamente para seu sucesso nos desfiles do Carnaval paulistano. A trajetória de Talismã se estende por diversas escolas de samba, incluindo Rosas de Ouro, Morro da Casa Verde, Unidos de Vila Maria. Com enredos memoráveis, como "A Festa do Círio de Nazaré" e "A Lenda das Amazonas", ele moldou a narrativa do Carnaval paulistano ao assumir o papel do carnavalesco em produções como "A Saga dos Bandeirantes" e "O Reino Encantado de Momo".
Em 1970, o dramaturgo Plínio Marcos  escreveu e dirigiu "Balbina de Iansã" (que tem sua trilha sonora gravada), com influência marcante de Talismã, um dos  compositores, ao lado de  Geraldo Filme, Silvio Modesto, Zeca da Casa Verde, Toniquinho Batuqueiro, Jangada.

## Reconhecimento póstumo e legado

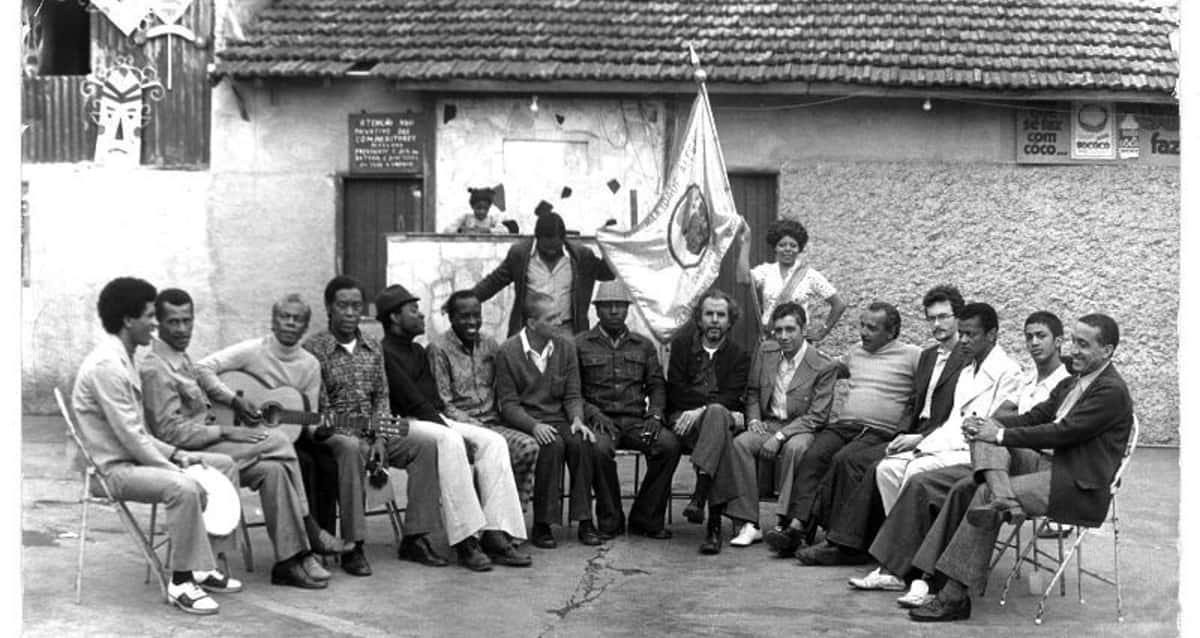
Talismã no Grêmio Recreativo Cultural Escola de Samba Mocidade Alegre.

Talismã  recebeu reconhecimento póstumo com a inclusão de seu nome no Espaço Cultural da Fábrica do Samba em 27 de novembro de 2023, no mesmo ano em que o selo Sesc lançou  um  álbum chamado  "Talismã: Negro Maravilhoso" para celebrar sua influência na música brasileira, destacando seu impacto contínuo na cena musical contemporânea. Seu falecimento ocorreu em 24 de abril de 1990, ano em que guiou a escola de samba Passos de Ouro ao Grupo Especial como carnavalesco, com o enredo "Revolusambando".
Além de seu impacto no Carnaval, a contribuição também foi musical, Talismã transcendeu, influenciando artistas consagrados  das décadas de 1970 e 1980. Canções como "Sonho Colorido de um Pintor", gravada por Tom Zé, e "Meu Sexto Sentido (Madrigais)", gravados por Beth Carvalho, são testemunhos do prestigio de sua obra. "A Biografia do Samba"  tornou-se o Hino do Samba de São Paulo e Hino da Embaixada do Samba de São Paulo. Seu legado foi solidificado por artistas renomados como Eliana de Lima, Raça Negra, Jair Rodrigues, Noite Ilustrada, Moreira da Silva, que cantaram suas composições. Com humildade inigualável e  generosidade, Mestre Talismã permanece uma figura imortalizada no panteão do samba, deixando para trás um legado musical e cultural que transcende gerações.